# Soliman (Elefant)

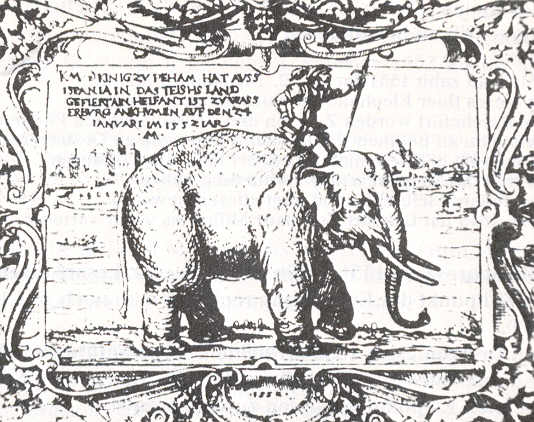
Soliman bei Wasserburg am Inn, datiert auf den 24. Januar 1552; Holzschnitt von Michael Minck. Inschrift: KM D(er) KINIG ZV PEHAM HAT AUSS / ISPANIA IN DAS TEISHS LAND / GEFIERT AIN HELFANT IST ZV WASS / ERBURG ANKHOMEN AVF DEN 24 / IANUARI IM 1552 IAR / M(ichael) M(inck)
Übertragung: KM Der König zu Böhmen hat aus / Spanien in das deutsche Land / geführt einen Elefanten [.] ist zu Wass / erburg angekommen auf den 24. / Januar im Jahr 1552 / M[ichael] M[inck]

Der Elefant Soliman (* ca. 1540 in Indien; † 18. Dezember 1553 in Wien) war ein Geschenk Johannas, der Tochter Kaiser Karls V. und Isabellas von Portugal, an Maximilian, den Neffen des Kaisers und späteren Kaiser Maximilian II., und der erste Elefant in Wien. Er hinterließ die stattlichste Anzahl von historischen Spuren aller Elefantengeschenke in Europa.

## Hintergrund
Zu den diplomatischen Gepflogenheiten unter den europäischen Herrschern gehörte seit dem 13. Jahrhundert auch das Geschenk eines Elefanten. Bereits um 800 ist der weiße Elefant Abul Abbas, vom Kalifen Hārūn ar-Raschīd aus Bagdad an Karl den Großen in Aachen geschickt, urkundlich und namentlich erwähnt. Durch Quellen abgesichert sind ein Elefantengeschenk an Friedrich II., der sogenannte Cremona-Elefant, und ein Geschenk Ludwigs IX., des Heiligen, von Frankreich an Heinrich III. von England. Ebenfalls namentlich bekannt wurde Hanno, von König Emanuel I. von Portugal nach Rom geschickt an Leo X. zum Anlass seiner Wahl zum Papst. König Ludwig XIV. von Frankreich hielt später 13 Jahre lang ein seltenes afrikanisches Exemplar im Versailler Gehege.
Maximilian, seit 1548 mit seiner Cousine Maria von Spanien verheiratet und von seinem kaiserlichen Onkel Karl mit der spanischen Regentschaft ausgestattet, hatte als 24-Jähriger 1551 Soliman übernommen. Die 14-jährige Johanna, jüngste Tochter Karls V., Marias Schwester und somit Maximilians Cousine und Schwägerin zugleich, hatte den Elefanten von ihrem zukünftigen Gemahl, Prinz Johann von Brasilien, Sohn König Johanns III. von Portugal, erhalten, dem sie 1548 versprochen worden war. Womöglich war Maximilians unterdessen bekannte Vorliebe für Raritäten Anlass geworden, den Elefanten nunmehr erneut auf die Reise zu schicken.

## Leben auf Reisen

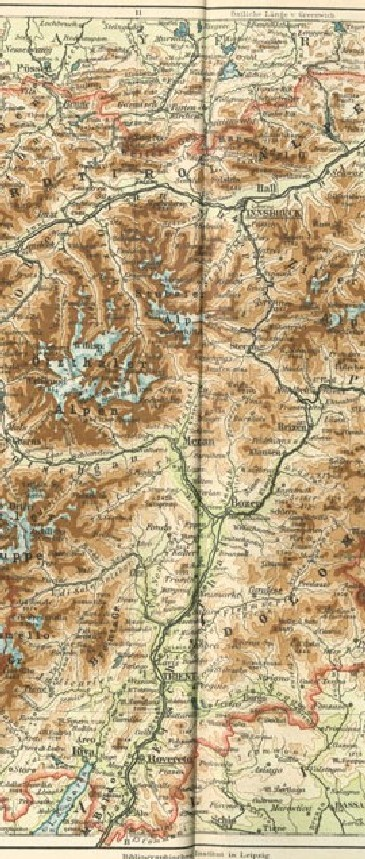
Solimans Weg 1551/52 durch Tirol und über den Brenner auf einer Karte von 1888, heute verläuft auf dieser Strecke die Brennerautobahn

Soliman, wie Hanno ein indischer Elefant und aus den portugiesischen Kolonien zunächst nach Lissabon, dann nach Spanien gelangt, wird in einer Quelle vom Januar 1552 als ein zwölf Jahre alter Bulle erwähnt. Im Winter 1551/52 wanderte er von Valladolid nach Wien.

### Von Valladolid nach Trient
Begleitet von Maximilian, dessen Gattin Maria mit ihren beiden Kindern und einem beträchtlichen Gefolge, wurde er zusammen mit seinem Mahout, dem indischen Pfleger, auf den Weg geschickt quer über die iberische Halbinsel nach Barcelona, von wo aus er nach Genua eingeschifft wurde. König Johann III. von Portugal soll dem neuen Besitzer Maximilian in einem Schreiben den Namen „Soliman“ für den Elefanten empfohlen haben, damit der habsburgische Erzfeind, Sultan Süleyman, „gleichsam zu Euerem Sklaven und geziemend gedemütigt werde“. Am 12. November 1551 erreichte Soliman Genua, wo der Tross von einer Gruppe böhmischer Adeliger begrüßt wurde. Zu Lande wurde der Weg über Mailand, Cremona und Mantua nach Norden fortgesetzt. Durchs Etschtal erreichte der herrschaftliche Zug am 13. Dezember Trient, wo soeben das Konzil tagte und Soliman für ein keineswegs unbeabsichtigtes Aufsehen sorgte. Man hatte in der Stadt ein hölzernes Abbild des Tieres aufgebaut, aus dem ein Feuerwerk gezündet wurde; Solimans Einzug mit seinem habsburgisch hochkarätig besetzten Tross war als Triumphzug gestaltet worden.

### Tirol

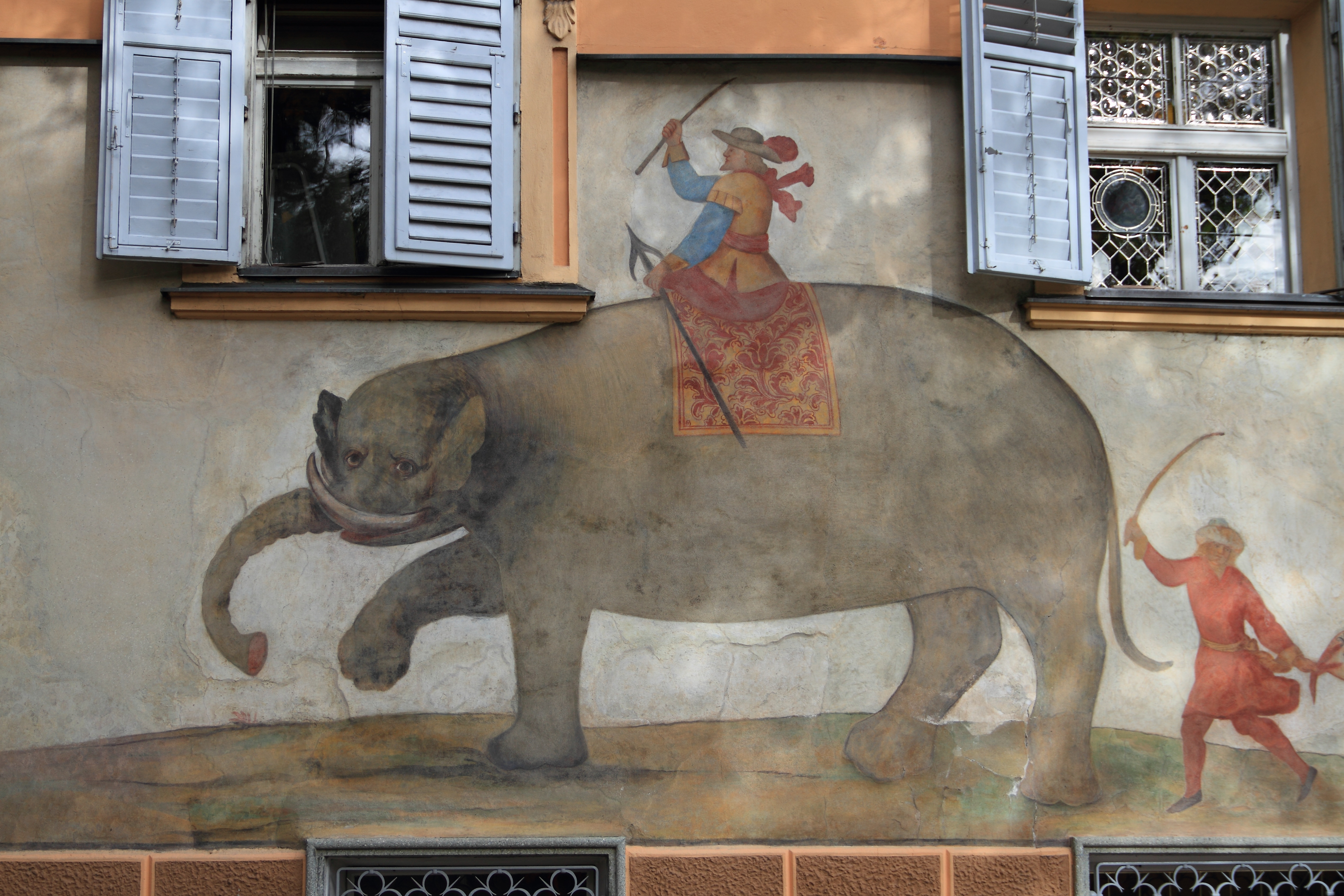
Darstellung des Elefanten an der Fassade des Hotels Elephant in Brixen

Der kaiserliche Elefantenzug folgte von Trient aus der Route über den Brenner. Man hatte gehofft, in Bozen die Tiroler durch ein ähnliches Spektakel beeindrucken zu können wie in Trient die Geistlichkeit, was allerdings offenbar misslang. Die hier bei der Gelegenheit angesetzten diplomatischen Verhandlungen gestalteten sich derart schleppend, dass es als ratsam erachtet wurde, den Elefanten nach Brixen voraus zu schicken, wo er vierzehn Tage rasten konnte, bis seine Herrschaft nachrückte und man sich vermutlich am 2. Januar 1552 auf den Weg über den Brenner machen konnte. Zum Gedenken an diesen Aufenthalt benannte Solimans Wirt in Brixen seinen Gasthof um in die Herberge zum „Hellephant“; sie existiert bis auf den heutigen Tag als „Hotel Elephant“ und erinnert in einem Wandbild und einer über die Jahrhunderte stets erneuerten Inschrift an Soliman, enthält außerdem zahlreiche Elephanten-Darstellungen in der Innenausstattung. 80 Jahre später, als der erste Jahrmarktselefant durch Europa tourte, folgte ein Gastwirt in Graz diesem Beispiel.

### Von Innsbruck nach Wien
Am Dreikönigstag erreichte Soliman Innsbruck; von Hall aus reiste er mit seinem Gefolge nunmehr auf dem Inn weiter bis Wasserburg, was ihm die Reise erleichterte, insbesondere angesichts der winterlichen Witterung; die Inschrift auf einem Holzschnitt von Michael Minck vermerkt die Ankunft Solimans in Wasserburg am 24. Januar 1552, wo eine Erkrankung Maximilians einen längeren Aufenthalt erforderte. 

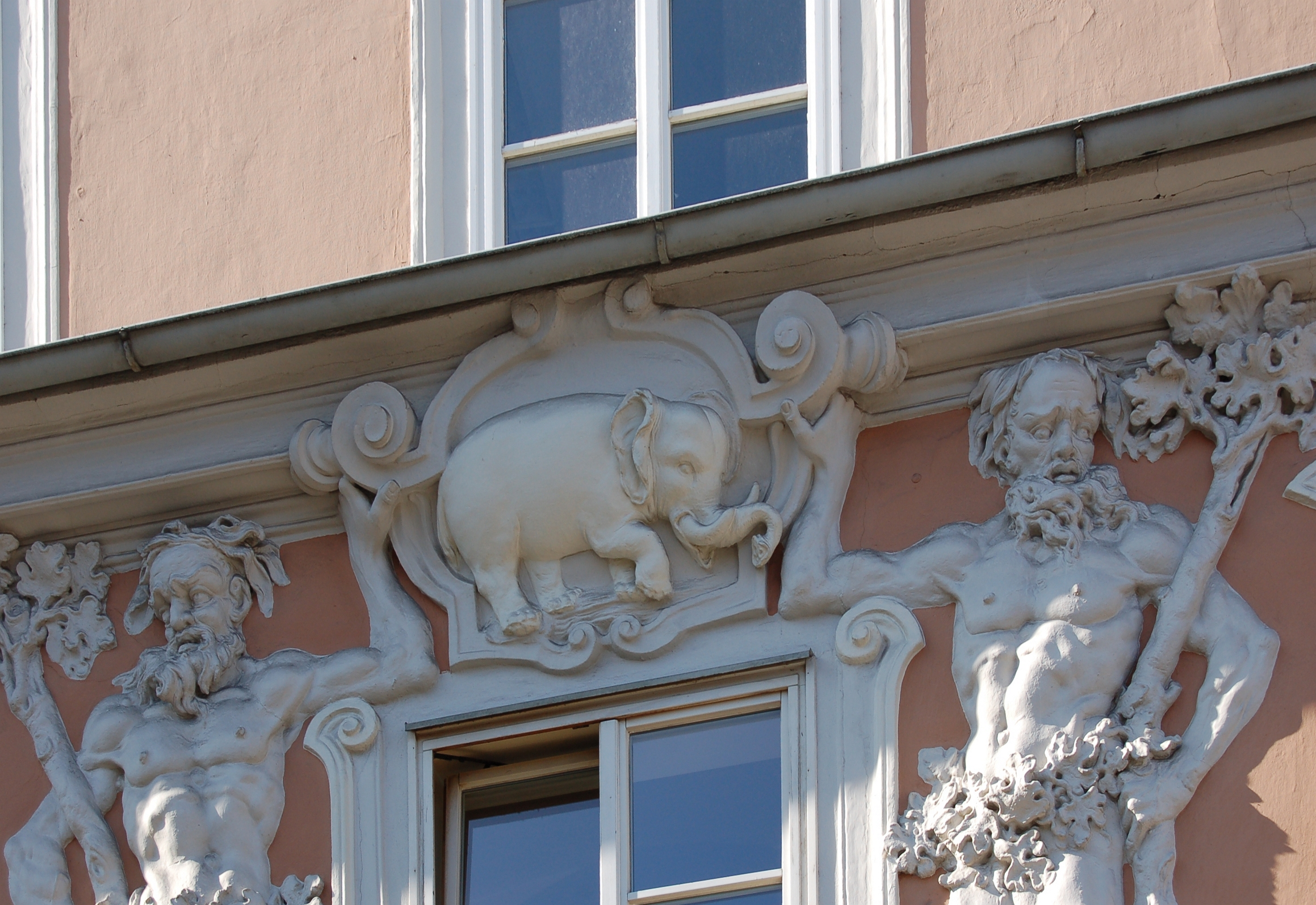
Hauptplatz 21 in Linz

 Kaum genesen, musste Maximilian Mitte Februar in Mühldorf am Inn (bis 1802 eine Salzburger Exklave) die Reise erneut unterbrechen, diesmal wegen Schwangerschaft der Gemahlin Maria. Ende Februar erreichte der Tross Passau an der Mündung des Inn in die Donau, wo die Stadtchronik „ein[en] lebendig Helefanndt wunderlich gros“ verzeichnet hat. Ende Februar war man dann in der habsburgischen Residenz Linz. Hier ließ der amtierende Bürgermeister Jörg Hutter der Ältere an seinem Haus zur Erinnerung an Soliman ein Elefanten-Relief anbringen, das bis heute am Hauptplatz 21 erhalten ist.

## Triumphparade und Tod in Wien

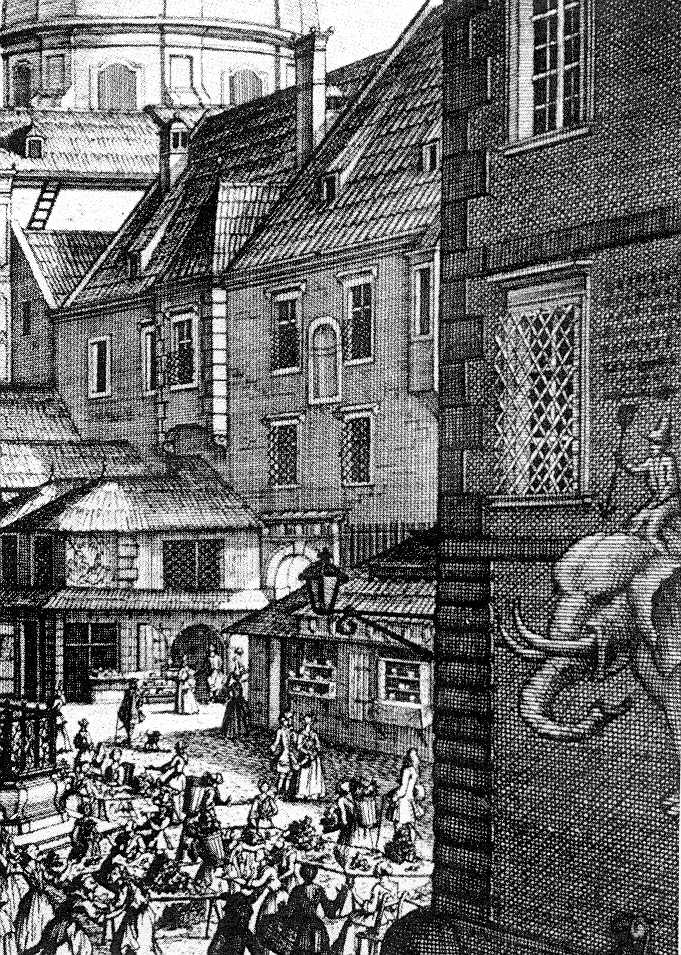
Das Elefantenhaus in Wien. Kupferstich, ca. 1720; Ausschnitt

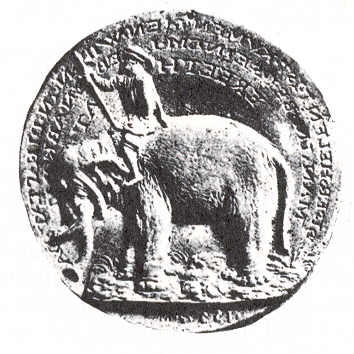
Medaille zum Gedenken an Soliman, 1554 gefertigt von Michael Fuchs (seitenverkehrter Abguss). Inschrift: DIESER HELFANT IST KVMEN GIEN WIEN IN DIE STAT / DA MAN IN BEI SEINEM LEBEN ABKONTERFET HAT

Am 6. März 1552 traf Soliman in Wien ein. Der Einzug des ersten Elefanten mit dem kaiserlichen Neffen in die Stadt gestaltete sich als triumphale Parade, deren Weg durchs Kärntner Tor bis zu Solimans erster Unterkunft in einer Scheune am Wasserglacis von der Wiener Bevölkerung gesäumt war.
Die Mischung aus Furcht und Faszination angesichts des großen, grauen Geschöpfs brachte in der Folge nicht nur Anekdoten, sondern auch Hausbezeichnungen hervor. So wurde dem im 19. Jahrhundert abgerissenen „Elefantenhaus“ am Graben, das mit einem Elefantengemälde geschmückt war, nachgesagt, es sei vom Hausbesitzer, einem überglücklichen Vater, mit der Malerei versehen worden, nachdem Soliman dessen Töchterchen, das in der Hektik des Triumphzugs dem Elefanten vor die Füße gefallen sei, sanft mit dem Rüssel aufgehoben und der Mutter zurückgegeben habe. Die recht häufig in Wien vorkommende Bezeichnung „Zum Wilden Mann“, die gewöhnlich auf eine Sagengestalt zurückgeführt wird, bekam ihre spezielle Wiener Bedeutung hinzu: Sie gehe, so heißt es, ebenfalls auf Solimans Einzug in Wien zurück: In diesen Häusern seien die dunkelhäutigen Bediensteten untergebracht gewesen.
Soliman wurde zunächst in seiner Scheune für einige Zeit zur Schau gestellt; danach verbrachte man ihn in die neue Menagerie in Ebersdorf. Kaum anderthalb Jahre nach seiner Ankunft in Wien, am 18. Dezember 1553, starb er, vermutlich infolge falscher Haltung und nicht artgerechter Ernährung; eine neuere Untersuchung förderte den zeitgenössischen Hinweis auf eine „Unachtsamkeit des Pflegers“ zutage. Nach zehn Jahren, 1563, ließ Maximilian sich einen zweiten Elefanten aus Spanien nach Wien kommen, von dessen Aufenthalt in der kaiserlichen Menagerie aber wenig überliefert ist.

## Nachleben
Soliman wurde nach seinem Tod zerlegt. Aus seinen Knochen fertigte man einen Stuhl mit einer in den Sitz gravierten Inschrift, die über Solimans Herkunft, Gewicht und Weg nach Wien Auskunft gibt; der Stuhl wechselte in der Folge mehrfach die Kunstkammer, was zu weiteren Gravuren führte, u. a. denen der Wappen seiner verschiedenen Besitzer. Seit Ende des 17. Jahrhunderts befindet sich der Elefantenstuhl in der Sammlung des Stifts Kremsmünster, das heute ein Gymnasium beherbergt. Was aus Solimans übrigen Knochen wurde, ist unbekannt.
Maximilian ließ die Haut Solimans ausstopfen und mit Stoßzähnen aus Gips versehen. Das tote Geschöpf gelangte durch Albrecht V. von Bayern (1528–1579) als erstes bayerisches Präparat in eine Kunstkammer in München; Maximilian hatte 1563 einen lebenden Ersatzelefanten von König Johann von Portugal erhalten. 1928 kam der ausgestopfte Soliman ins Bayerische Nationalmuseum in München, wo er später in einem feuchten Bombenkeller verschimmelte. Das Inventar, so Opll (2004), vermerkt seinen Abgang am 28. November 1950; es sei behauptet worden, man habe „aus den verwertbaren Resten seiner Haut Schuhsohlen hergestellt“.

## Rezeption

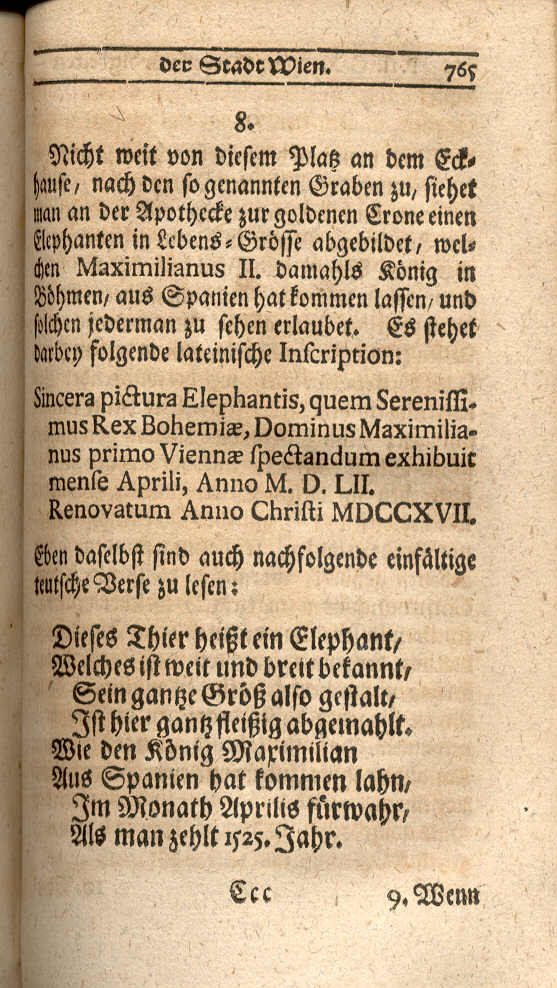
Aus: Johann Basilii Küchelbeckers Allerneueste Nachricht vom Römisch-Kayserl. Hofe (1732), worin das Elefantenhaus in Wien beschrieben wird. Am Ende der Seite ein „Zahlendreher“ bei der Jahreszahl, ein Druckfehler, der für fehlerhafte Zuordnungen (wie hier zum Beispiel die Zuschreibung Solimans zu Maximilian I.) ursächlich sein kann.